# Giles Barnes
Pour les articles homonymes, voir Barnes.
Giles Barnes, né le 5 août 1988 à Barking (Angleterre), est un footballeur anglo-jamaïcain qui évolue au poste d'attaquant.
Il est le neveu de Bobby Barnes (en), ancien footballeur notamment passé par West Ham United. Il est aussi le frère aîné de l'attaquant anglais de Southampton, Marcus Barnes (en).

## Carrière

### En club
Giles Barnes a fait ses débuts lors de la saison 2005-2006, lorsque Derby County était sous les ordres de Terry Westley (en). Il fit quelques apparitions avec le groupe professionnel, et marqua son premier but contre Watford.
Durant la pré-saison 2006-2007, à quelques semaines de la reprise, Barnes signe une prolongation de contrat de quatre ans, afin de couper court à toutes les propositions de certains clubs anglais et étrangers qui désiraient sa venue. Cette année, il devient titulaire au milieu de terrain. En deux semaines, il inscrit quatre buts : un à Cardiff, qui permet à Derby d'égaliser à la 92e minute, un doublé contre Barnsley et un autre but à domicile face à West Bromwich Albion, qui permet au club de remporter la victoire.
Après avoir été remplaçant durant la finale des playoffs 2007 de seconde division contre West Bromwich, il se casse le pied, et est indisponible jusqu'au mois de septembre 2007. Le 22 septembre, il participe pour la première fois à un match de Premier League, face au leader, Arsenal, où il rentre en jeu à la 75e minute.
Face au Wigan Athletic, le 23 février 2008, il se blesse une nouvelle fois, et voit la fin de sa saison se terminer. Sérieusement touché à un genou, il devra subir une opération.
Il rejoint West Bromwich Albion à l'été 2010 mais il résilie son contrat au bout d'une saison. 
En juillet 2011, Barnes effectue un essai avec l'AS Monaco lors d'une rencontre amicale contre Fréjus Saint-Raphaël (2-2) mais n'est pas conservé par les dirigeants monégasques. Il signe en août un contrat d'un an avec Doncaster Rovers. Le 6 mai 2012, il est libéré par le club anglais après avoir pris part à 36 matchs (un but).
Le 29 août 2012, il rejoint le Dynamo de Houston qui évolue en Major League Soccer.
Le 25 février 2017, alors qu'il n'évolue que depuis six mois aux Whitecaps de Vancouver, il est échangé au Orlando City SC en contrepartie de Brek Shea. 
À l'issue de la saison 2017, il devient agent libre et signe en faveur du FC León en Liga MX en janvier 2018.
Le 30 septembre 2019, il s'engage en faveur du club indien tout fraîchement créé, le Hyderabad FC.

### En sélection
Le 27 mars 2015, il participe à sa première sélection avec l'équipe nationale jamaïcaine contre le Venezuela en match amical, et y inscrit son premier but.

## Palmarès

### Collectif
- Avec le Dynamo de Houston
  - Finaliste de la Coupe MLS : 2012

### Distinctions personnelles
- Avec Derby County
  - Meilleur jeune joueur de Derby County : 2007
  - Meilleur joueur de Championship : mars 2007